# Komata Kenji
Kenji Komata (sinh ngày 15 tháng 7 năm 1964) là một cầu thủ bóng đá người Nhật Bản.

## Sự nghiệp câu lạc bộ
Kenji Komata đã từng chơi cho Júbilo Iwata và Albirex Niigata.